# Bruges (Schiff, 1904)
Das Frachtschiff Bruges der belgischen Reederei Armement Deppe war 1904 als Kybfels bei Joh. C. Tecklenborg für die Deutsche Dampfschifffahrts-Gesellschaft „Hansa“ entstanden. Das Schiff war eines von sechs ex-DDG „Hansa“-Schiffen, die die belgische Reederei 1921 in Dienst nahm.
Das im Südamerika-Dienst fahrende Schiff wurde am 9. Juli 1940 auf der Rückreise nach Europa vom deutschen Hilfskreuzer Thor vor der amerikanischen Küste versenkt.

## Geschichte des Schiffes
Das Schiff entstand unter der Baunummer 198 als Kybfels bei der Geestemünder Tecklenborg-Werft, wo es am 15. August 1904 vom Stapel lief. Das 122,2 m lange und 15,9 m breite Schiff wurde am 1. Oktober sieben Wochen nach dem einzigen Schwesterschiff Crostafels an die Bremer Reederei ausgeliefert. Drei Kessel produzierten Dampf für die 4-Zylinder-Vierfach-Expansionsmaschine, die bis zu 2750 PSi leistete und über eine Schraube eine Geschwindigkeit von 11 Knoten (kn) ermöglichte. Die Kybfels und ihre Schwester Crostafels waren die letzten Schiffe mit unter 8000 tdw, die für die Linien der Reederei in den Mittleren Osten und nach Ostindien fuhren. Beide Schiffe befanden sich 1914 in der Heimat und wurden während des Ersten Weltkriegs in der Erz- und Kohlefahrt in Nord- und Ostsee eingesetzt. Die beiden Schiffe wurden auf der Basis der Kapitulationsbedingungen im März 1919 nach Großbritannien ausgeliefert.

### Unter belgischer Flagge
Im November 1921 erwarb die Reederei Armement Deppe in Antwerpen die Kybfels mit fünf anderen von der Hansa ausgelieferten Schiffen und brachte sie als Bruges in Fahrt. Die Bruges kam mit den anderen ex-„Hansa“-Schiffen hauptsächlich im Südamerika-Dienst zum Einsatz.
Am 9. Juli 1940 wurde die Bruges mit einer Weizenladung auf dem Weg von Montevideo nach Hull etwa 80 Seemeilen südwestlich von Bissau auf der Position 10°59' N / 23°54' W vom Deutschen Hilfskreuzer Thor versenkt.

### Nachkriegsgeschichte derCrostafels
Das ebenfalls ausgelieferte Schwesterschiff Crostafels wurde 1921 von der „Brook Steamship“ angekauft und als Brookfield in Fahrt gebracht. Das Schiff wurde an die DDG Hansa verchartert und am 15. September 1923 von der Bremer Reederei zurückgekauft und wieder unter ihrem ursprünglichen Namen eingesetzt. Im Zuge der Weltwirtschaftskrise wurde die Crostafels im April 1930 in Bremen aufgelegt und im Dezember 1932 an die AG Weser zum Abbruch verkauft, der im Oktober 1933 begann.